# Chesham Town
Chesham Town (offiziell: Chesham Town Football Club) war ein englischer Fußballverein aus der im Süden Englands gelegenen Stadt Chesham, Buckinghamshire. Der Klub war 1894 eines der Gründungsmitglieder der Southern League; 1917 fusionierte der Verein mit den Chesham Generals zu Chesham United.

## Geschichte
In Chesham bestand mit dem „The Chesham and Waterside Club“ bereits 1879 ein erster Fußballklub, dieser benannte sich im Dezember 1880 wegen der Aufnahme einer Leichtathletikabteilung in „The Chesham Football & Athletic Association“ um und soll sich laut der 1998 erschienenen Vereinsgeschichte im Januar 1883 wieder auf gelöst haben. Dem steht gegenüber, dass auch bei der im September 1883 abgehaltenen Jahreshauptversammlung des Chesham Football Clubs im Mechanics' Institute, dem Gründungsort von 1879, bereits zuvor bei dem Klub aktive Personen unverändert verantwortlich waren. So war William Lowndes Klubpräsident, ein Amt das dieser seit 1880 bei der Chesham Football & Athletic Association bekleidete, und J. G. Stone, jun., der noch jahrelang die Geschicke des Vereins mitbestimmte, war Klubsekretär, eine Funktion, die er bereits ausübte, als im Juni 1881 Reverend Gerald M. L. Reade, eines der Gründungsmitglieder von 1879, verabschiedet wurde.
1894 gehörte Chesham zu den Gründungsmitgliedern der Division Two der Southern League, 1899 benannte sich der Klub in Chesham Town um. Nachdem der Verein 1904 die Liga verlassen hatte, kehrte man 1908 wieder zurück, ehe man 1912 erneut austrat, um Gründungsmitglied der reinen Amateurliga Athenian League zu werden. Sportlich verliefen die Spielzeiten in der Southern League und Athenian League durchwachsen. In der Southern League belegte man 1899/1900 und 1909/10 jeweils den dritten Platz (von elf bzw. sechs Mannschaften), oftmals platzierte man sich aber am Tabellenende, so auch 1903/04 und 1911/12, als man die Liga jeweils verließ. Auch in den beiden Spielzeiten in der Athenian League wurde man Vorletzter (1912/13) und Letzter (1913/14). Das erfolgreichste Abschneiden im FA Cup gelang in der Saison 1899/1900, als man erst in der fünften und letzten Qualifikationsrunde dem FC Reading, Erstdivisionär der Southern League, mit 1:7 unterlag; im FA Amateur Cup rückte man in der Saison 1908/09 bis in die dritte Hauptrunde vor (0:2 gegen Dulwich Hamlet).
Während der reguläre Spielbetrieb aufgrund des Ersten Weltkriegs ruhte, schlossen sich Chesham Town und die 1887 gegründeten Chesham Generals 1917 zu Chesham United zusammen, eine Idee, die bereits 1902 erstmals diskutiert worden war.